# Habsheim
Habsheim település Franciaországban, Haut-Rhin megyében. Lakosainak száma 5061 fő (2022. január 1.). Habsheim Rixheim, Hombourg, Dietwiller, Eschentzwiller, Niffer, Petit-Landau és Zimmersheim községekkel határos.

## Népesség
A település népességének változása:
| Lakosok száma | 4881 | 4758 | 4928 | 4894 | 4947 | 4999 | 5052 | 5055 | 5061 |
|               | 2013 | 2015 | 2016 | 2017 | 2018 | 2019 | 2020 | 2021 | 2022 |